# Stictophaula sinica
Stictophaula sinica är en insektsart som beskrevs av Andrej Vasiljevitj Gorochov och Kang 2004. Stictophaula sinica ingår i släktet Stictophaula och familjen vårtbitare. Inga underarter finns listade i Catalogue of Life.